# Задорожна Тетяна Андріївна
Задорожна Тетяна Андріївна (нар. 1954) — народний депутат України 3-го скликання, український політик.

## Короткі відомості
- Освіта: вища
- Спеціальність: Фахівець освіти
- Попереднє місце роботи: Керівник проекту Позика та розвиток підприємств Фонду державного майна України

Обрана по багатомандатному загальнодержавному округу. Партійність (на момент виборів): Прогресивна соціалістична партія України. Порядковий номер у списку 6.
- Дата прийняття депутатських повноважень: 12.05.1998 р.
- Дата припинення депутатських повноважень: 14.05.2002 р.

Комітет: Комітет з питань прав людини, національних меншин і міжнаціональних відносин.
Посада в комітеті: Член Комітету
Фракція: Фракція партії «Єдність»